# 九份代天府
九份代天府，原名「天判堂」，是位於臺灣新北市瑞芳區九份地方的王爺廟，主祀朱、池、李三府王爺，1933年興建、1983年變更為現名。

## 沿革

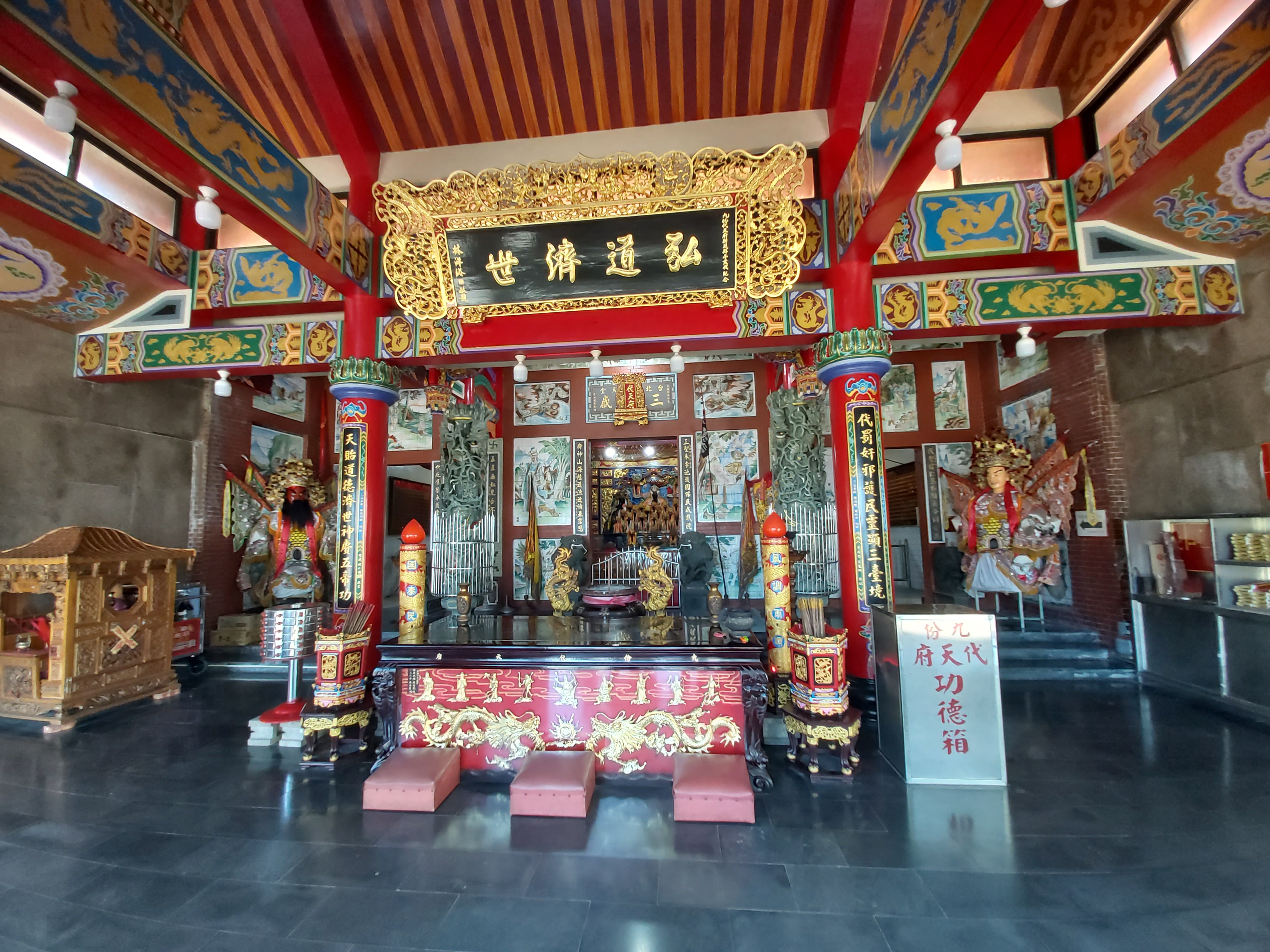
九份代天府拜殿

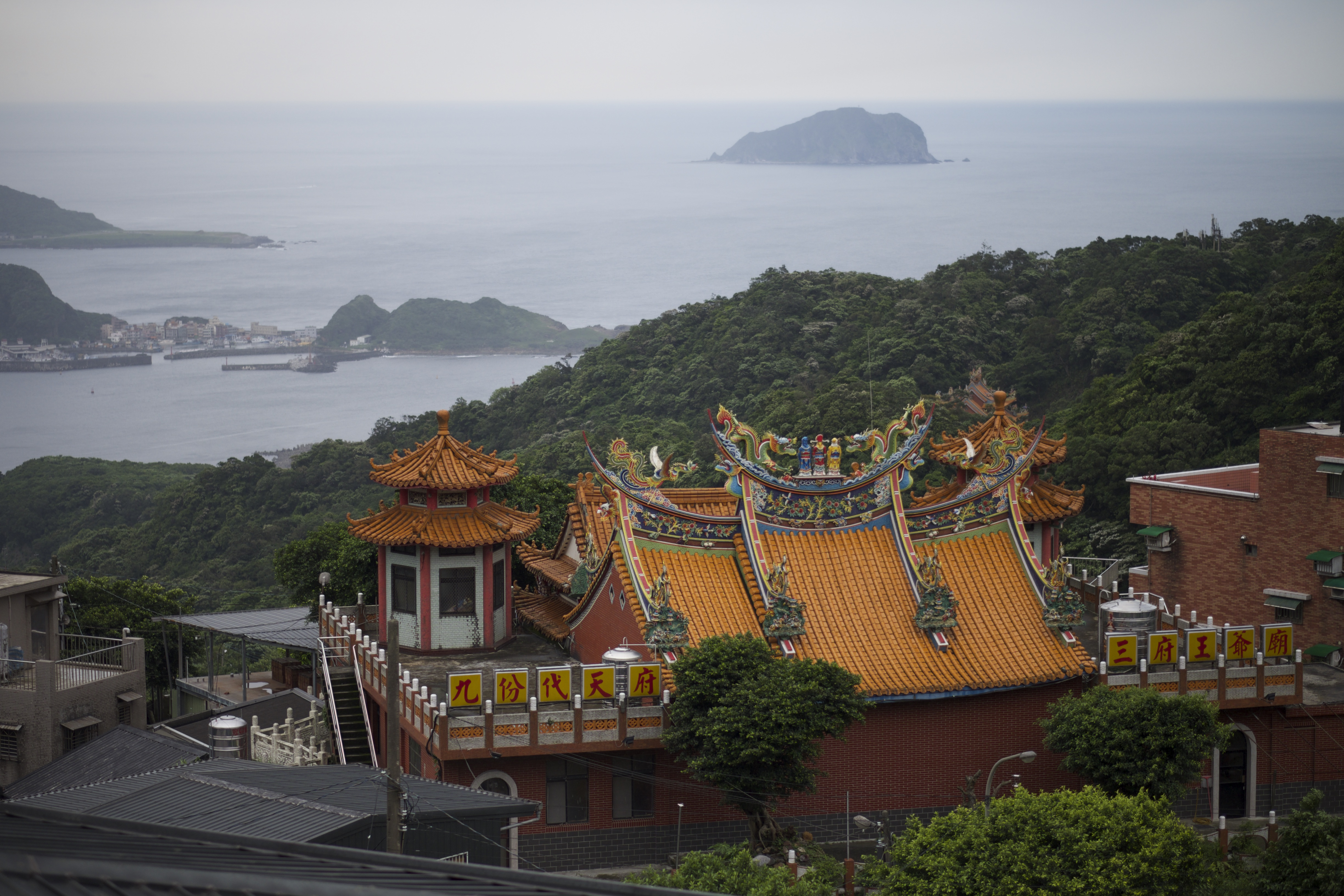
廟身屋簷與基隆嶼

1933年，山西省太原縣朱府王爺祠神靈降乩於九份該廟首任乩子謝添丁之身，暫擇信眾謝双鳳（謝添丁之母）家中濟世。相傳當時朱府王爺曾化身為一名老翁前往板橋邀請雕刻師「阿房伯」至謝双鳳家中為其雕刻聖像。1934年金身雕塑完成，廟方委請雕刻師親行開光點眼科儀。時逢蘭陽三郡（宜蘭郡、羅東郡、蘇澳郡）發生嚴重瘟疫，有庄民久仰三府王爺聖名紛至九份祈求庇佑。該廟經由信眾長年捐輸而歷經數次修整擴建，至1945年後廟基已略具規模。1956年，該廟奉玉皇上帝旨意頒著《三府王爺真經》，特聘當時享有盛名的鸞生林六善（水汶）扶鸞闡著、宗教界耆宿杜爾瞻（仰山）負責校正、李炳南教授等百餘善信耗時三餘月比對審核完成頒著。1986年，增建兩廂道祖殿、天上聖母殿以及拜亭、晨鐘樓、暮鼓樓。

## 祀神
正殿主祀朱、李、池三府王爺，龍邊神龕供奉天上聖母、虎邊供奉三府王妃，另附設有道祖殿、聖母殿祀奉諸神。

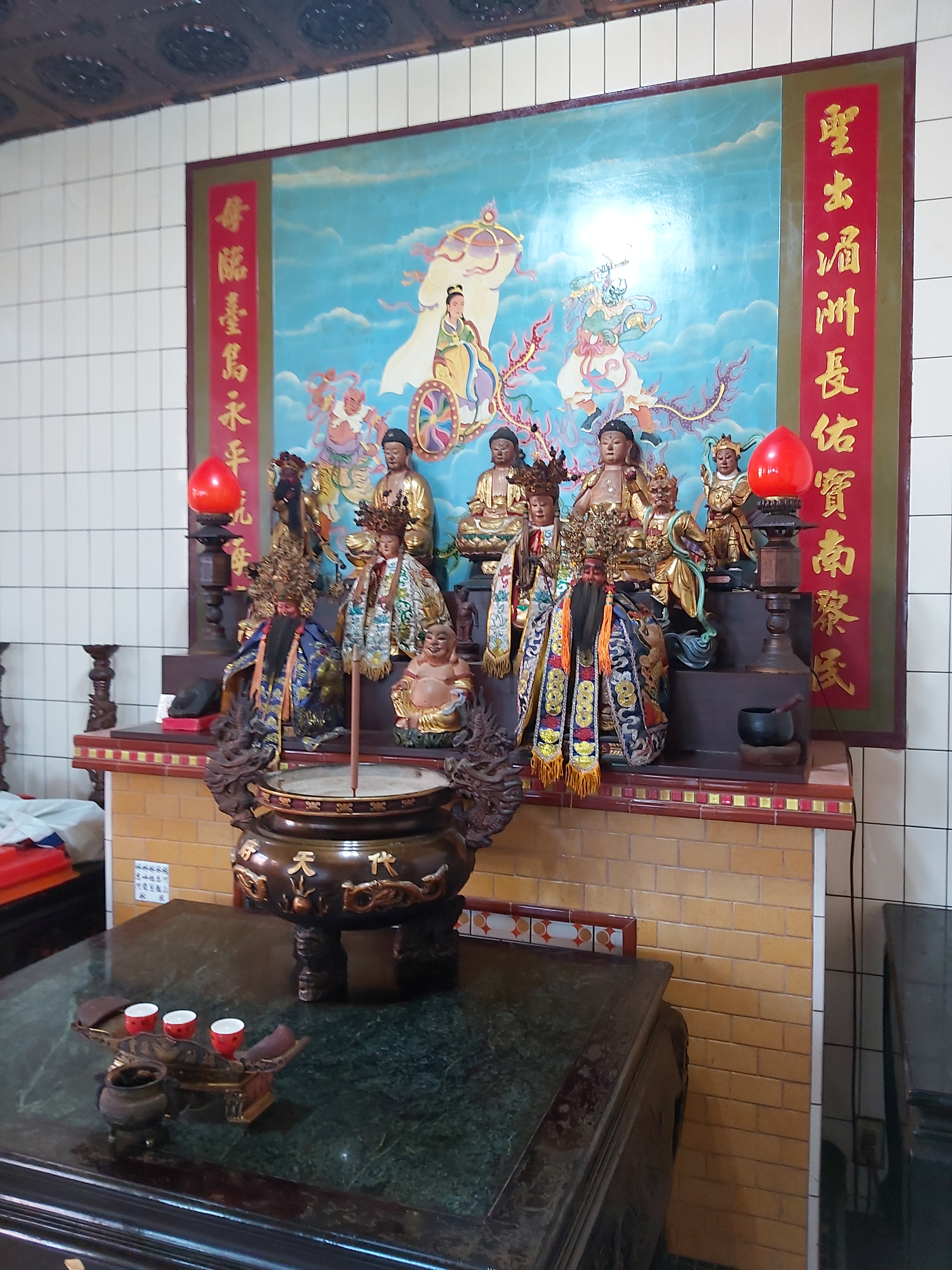
聖母殿
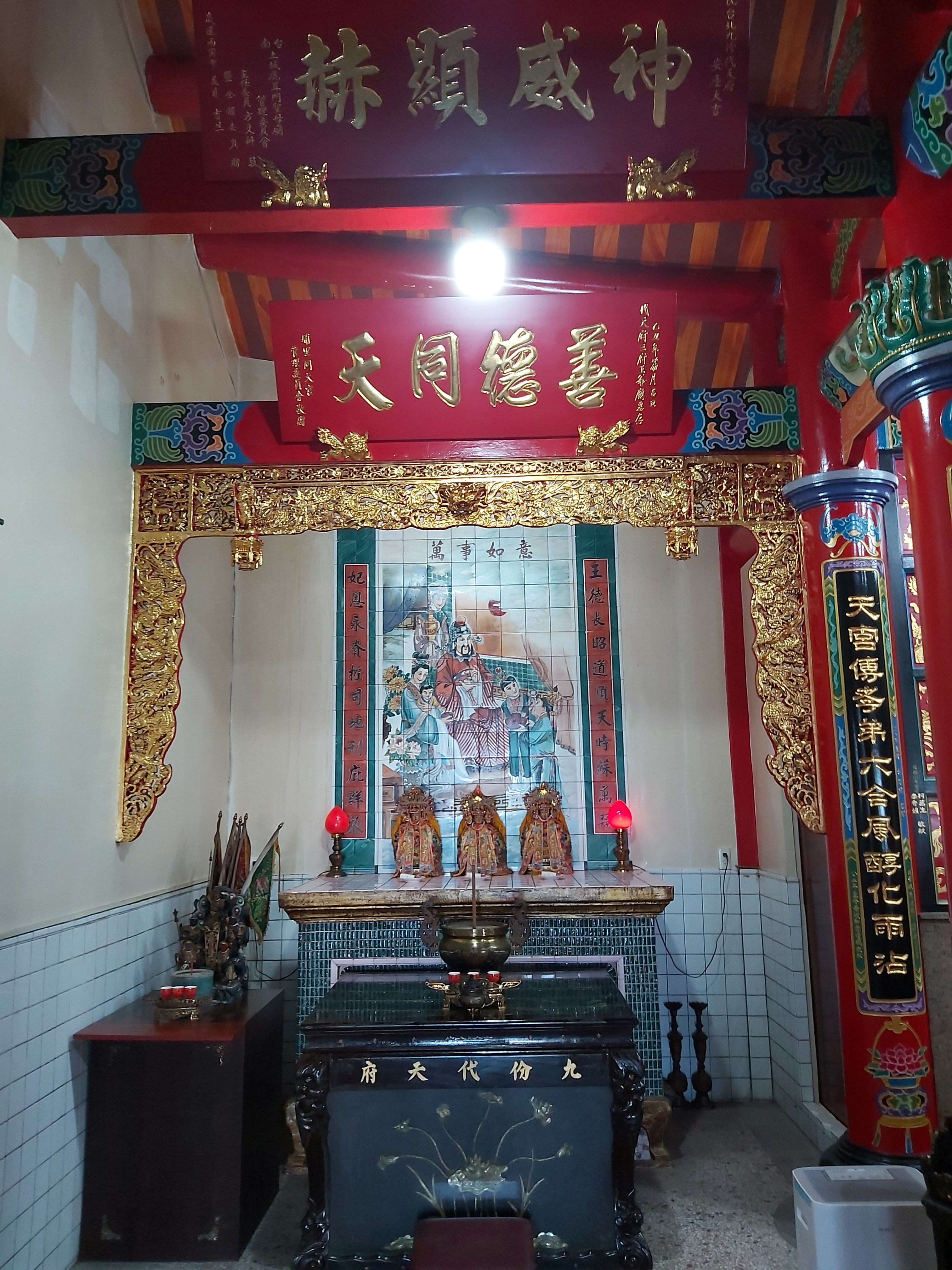
三府王妃
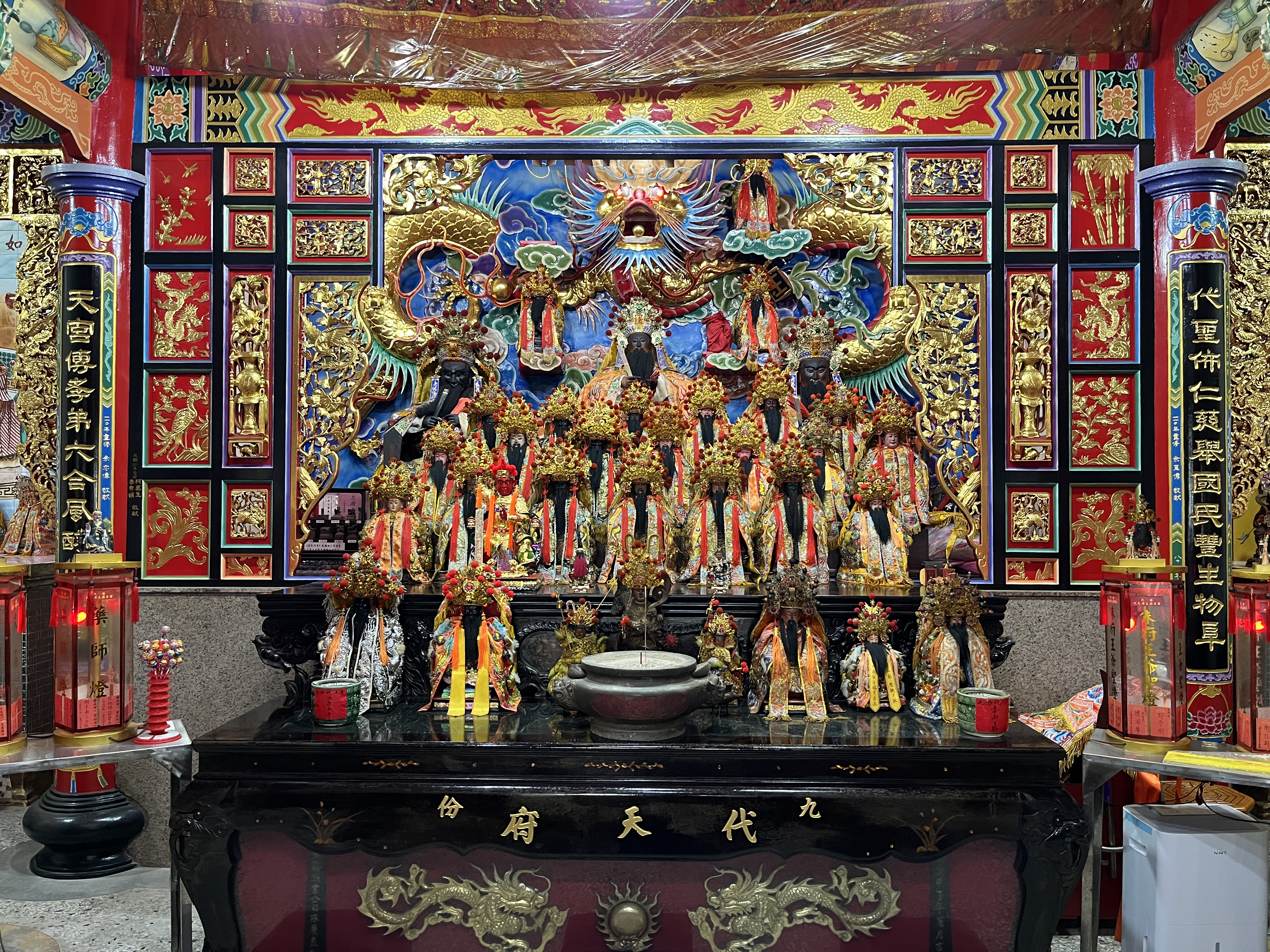
三府王爺
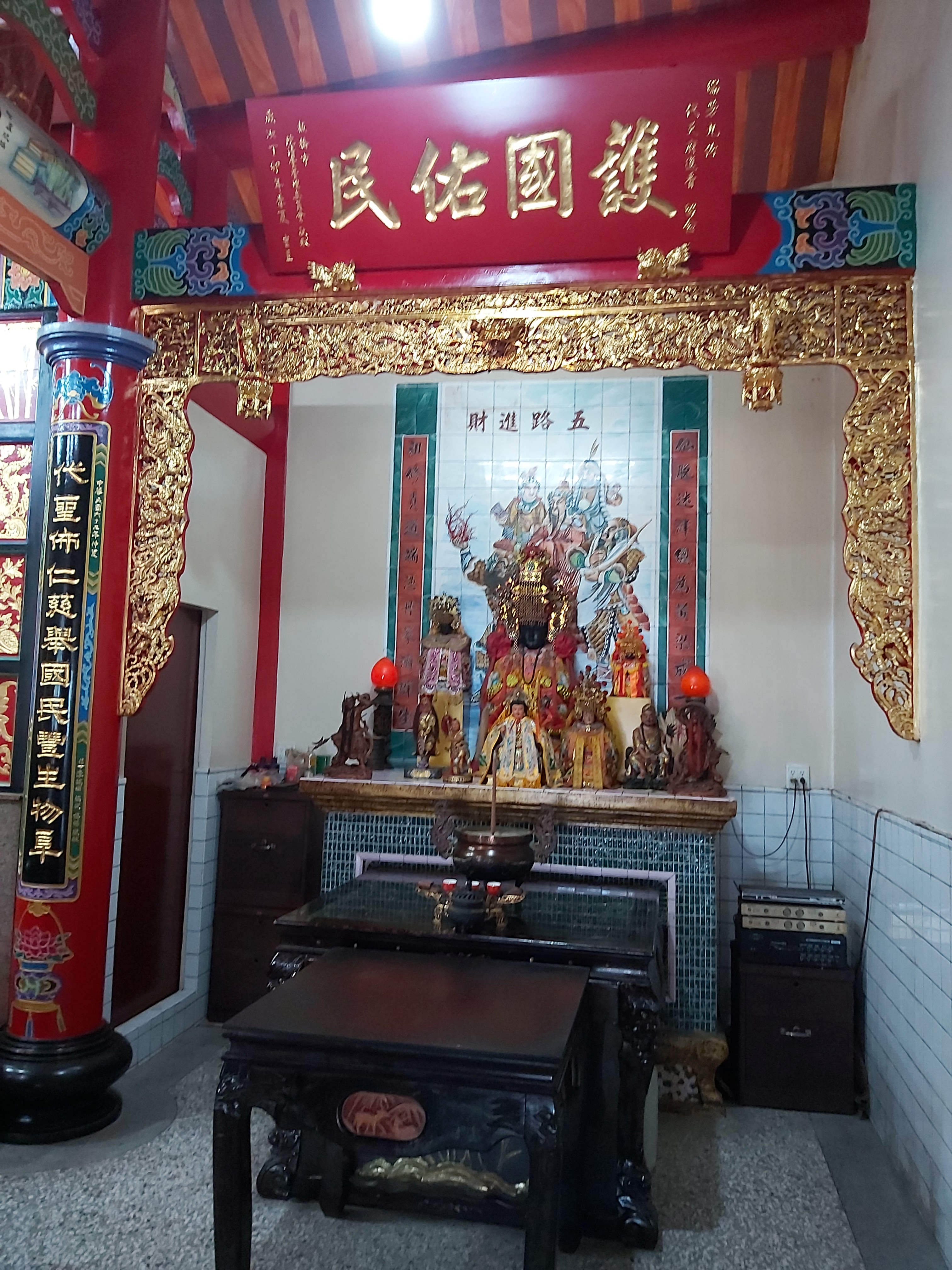
天上聖母
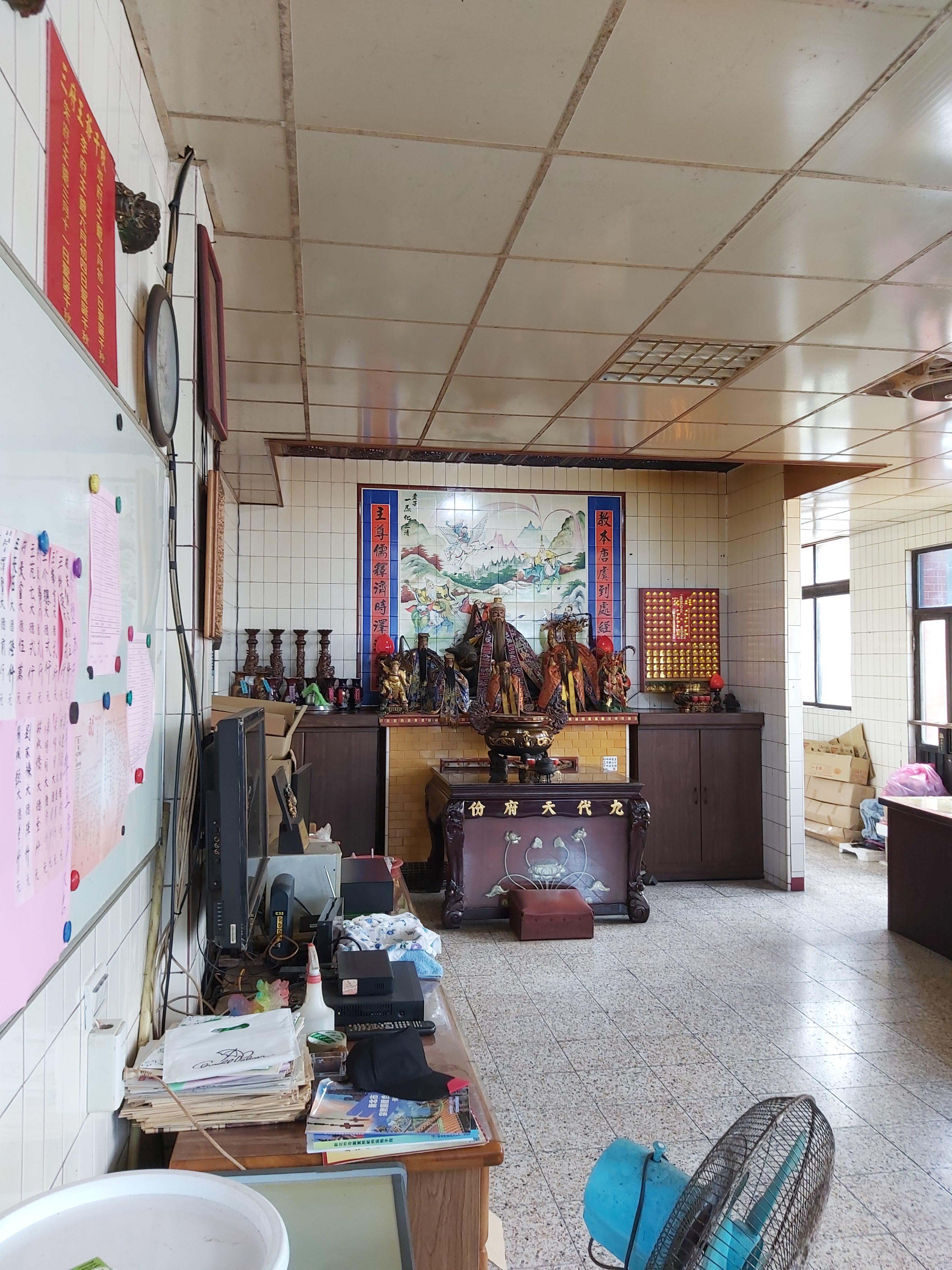
道祖殿

## 外部連結
- 九份代天府的Facebook專頁 (一)
- 九份代天府的Facebook專頁 (二)